# Juan Clímaco Salazar
Juan Clímaco Salazar (Caravaca de la Cruz, provincia de Murcia, 30 de marzo de 1744 – Hellín, Albacete, 1815) fue un escritor y dramaturgo jesuita español del neoclasicismo.

## Biografía
Estudió en el colegio jesuita de Murcia y profesó el 6 de abril de 1759. Al ser expulsados los jesuitas de España en 1767, se embarcó el 26 de abril de ese año en la urca neerlandesa El Buen Amigo en Cartagena, pasó por Córcega y se instaló entre 1771 y 1773 en Rávena y luego con los de su provincia eclesiástica en la Emilia-Romaña de Italia, más en concreto en Roma. El exilio le supuso, en sus palabras, haber perdido "con la vida civil... el honor, la fama, la hacienda, los amigos, los hermanos, el padre, la madre, la patria y aun la esperanza y los deseos de volver a ella". Desde allí participó en el concurso poético de la Real Academia Española sobre el tema de Las naves de Cortés destruidas, que ganó José María Vaca de Guzmán en 1778, con un poema épico culto en octavas reales.
Mantuvo correspondencia desde Roma entre 1787 y 1790 con escritores del círculo de Moratín hijo, impresionados por una copia que su sobrino les había mostrado de su casi única tragedia, Mardoqueo. Se trata de una tragedia bíblica en endecasílabos blancos (y ocasionalmente en romance heroico) inspirada en el Libro de Ester; es original, no se trata de una traducción ni de una refundición de la Esther (1689) de Racine, obra que sin embargo conocía y había estudiado. Fue luego impresa en 1791 y mereció el difícil elogio de Marcelino Menéndez Pelayo. Según Maurizio Fabbri, en esta tragedia se traslucen entre líneas las relaciones de poder entre la monarquía ilustrada (Asuero) y la nobleza ambiciosa y manipuladora (Amán; M. Menéndez Pelayo ya había visto en este personaje "un ministro librepensador que habla de las cadenas de la superstición, y del vano fantasma de la idea de Dios; una especie de personificación de los gobernantes filósofos del siglo pasado: un Pombal o un Conde de Aranda"). Mardoqueo, gracias a Ester (que representa a la Iglesia mediadora), logra ser nombrado su sucesor y gobierna conforme al bien de la clase media y popular. En cierta manera, es una obra contra la Raquel de Vicente García de la Huerta, la cual defendía por el contrario a la aristocracia. Sobre esta obra el autor mantuvo correspondencia con su sobrino Gregorio Valcárcel, Joaquín Ezquerra, Pedro Estala, Juan Pablo Forner, Ignacio García Malo y Leandro Fernández de Moratín. De sus comentarios se deduce que había empezado la tragedia en 1771 y que la había reescrito, refundido y reducido notablemente de extensión (la versión anterior constaba de cuatro mil versos), y que conocía y admiraba la obra de Pierre Corneille, Jean Racine y Scipione Maffei (aunque, confiesa a Estala, también había leído todo el teatro de Voltaire, del cual detestaba su irreligión); también conocía y admiraba el teatro clásico barroco español, y no le gustaban las tragedias neoclásicas de Agustín de Montiano y Luyando. Es enteramente suyo el personaje del violento y fanático viejo judío Abiud.
Las anotaciones de Alessandro Vellutello a Francesco Petrarca le sugirieron el tema de una nueva tragedia, Sorismunda, cuyo crudo tema él mismo prefirió eludir de la escena según las normas del buen gusto neoclásico (la protagonista se come la carne de su prometido). Aunque tradujo el Arte poética de Horacio (que decía saberse de memoria) en verso suelto, esta versión solo se ha conservado manuscrita. No se sabe dónde anda otro escrito suyo, sus críticas a las tragedias de Racine, que menciona Marcelino Menéndez Pelayo. Volvió a España en octubre de 1809 y falleció en Hellín en 1812.

## Obras
- Mardoqueo: tragedia en cinco actos, Madrid, por la Viuda de Don Joaquín Ibarra, 1791.
- Cartas al Conde de Lumiares sobre epigrafía, Roma, febrero y marzo de 1778, Bibliothèque National de France, ms. esp. 525 (194-200).
- Cartas a Juan Pablo Forner desde Roma sobre temas literarios. 1789-91, Biblioteca Nacional, ms. 21885 (h.93-100v).
- Traducción española del Arte poética de Horacio, s.l., s.f.
- Sorismunda, s.l., s.f.
- Las naves de Hernán Cortés destruidas, s.l., s.f. (probablemente 1777, año en el que la Real Academia de la Lengua convocó un concurso abierto con el tema Las naves de Cortés destruidas)[7]
- Judicia tulit accerrima et subtilissima de Racini tragoedis